# Mendozellus mallecoanus
Mendozellus mallecoanus är en insektsart som beskrevs av Rauno E. Linnavuori och Delong 1979. Mendozellus mallecoanus ingår i släktet Mendozellus och familjen dvärgstritar. Inga underarter finns listade i Catalogue of Life.